# طیر حرفا
طیر حرفا (به عربی: طير حرفا) یک منطقهٔ مسکونی در لبنان است که در شهرستان صور واقع شده‌است.